# Česko Slovensko má talent
Česko Slovensko má talent (italiano: Cechia Slovacchia ha talento o Ceco Slovacchia ha talento) è un talent show ceco-slovacco iniziato nell'agosto 2010 e originato dal franchise Got Talent.  Lo spettacolo è una produzione Thames (precedentemente Talkback Thames) distribuita da FremantleMedia ed è prodotto in associazione con Syco TV. Da settembre a dicembre 2008 Slovensko má talent (trasmesso su TV Markíza) è stato per breve tempo il predecessore del talent show in Slovacchia.
Lo spettacolo viene trasmesso su due canali: Prima (Repubblica Ceca) e TV JOJ (Slovacchia). Chiunque, di qualsiasi età e con qualsiasi tipo di talento, può fare un'audizione per lo spettacolo. Gli artisti competono tra loro per ottenere il sostegno del pubblico mentre cercano di diventare "víťaz Česko Slovensko má talent" ("il vincitore di Ceco Slovacchia ha talento").

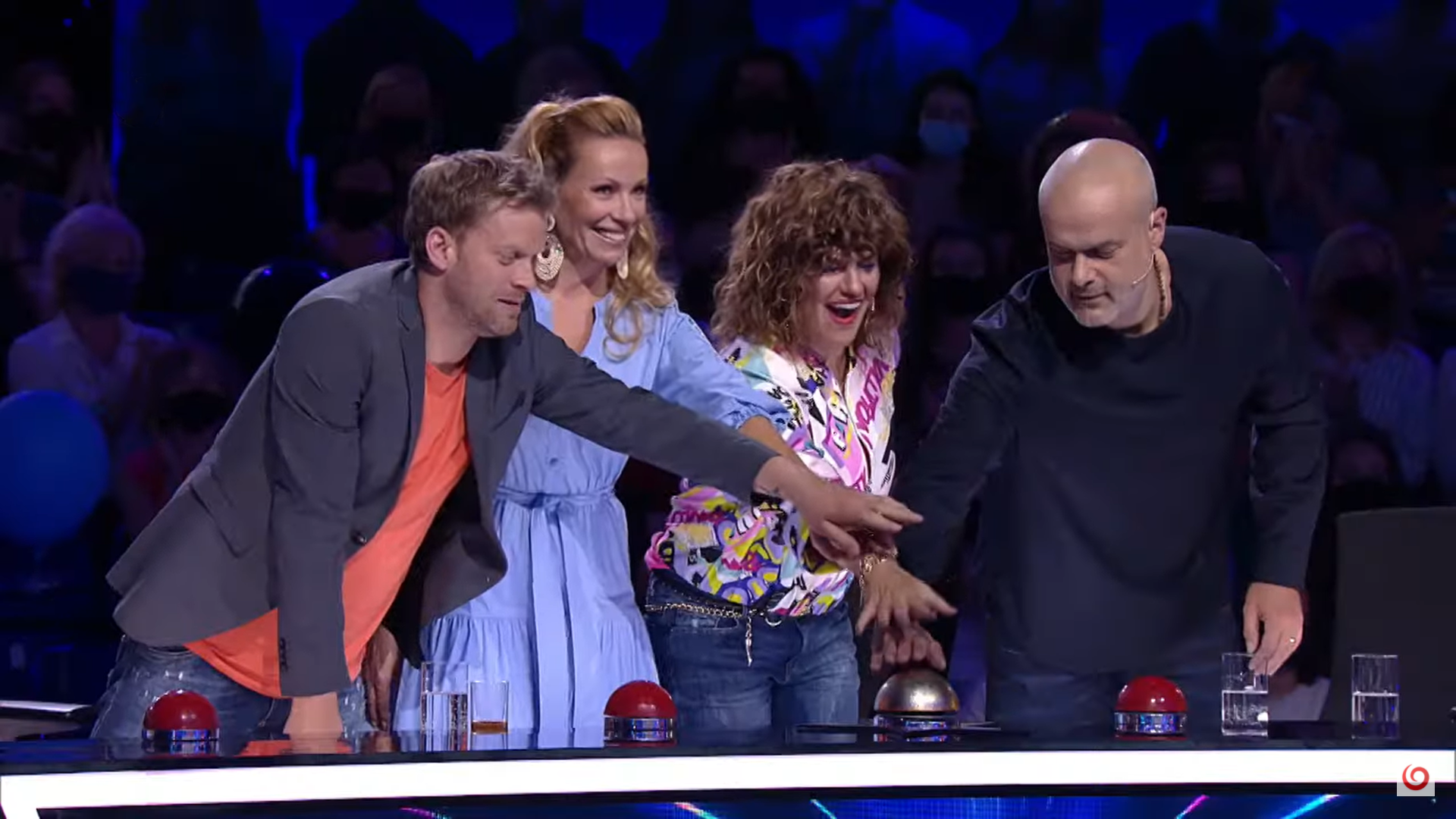
Giurati premono del zlatý bzučiak nel 2021. Dal sinistro: Jakub Prachař, Diana Mórová, Marta Jandová e Jaro Slávik

Dalla quinta stagione viene utilizzato anche un zlatý bzučiak (chiamato anche zlatý buzzer o Golden Buzzer), cosa significa "cicalino d'oro" nella traduzione e viene assegnato da ciascuno dei giudici a un esecutore con prestazioni eccellenti solo una volta. Più tardi, in onore dell'esecutore abituale controverso Jozef Patrovič, all'esecutore che nonostante il fallimento è sufficientemente soddisfatto della sua prestazione, Jakub Prachař ha iniziato a consegnare il premio Zlatý Patrovič (chiamato anche Golden Patrovič o GLDN PTRVČ), cosa significa "Patrovič d'oro" nella traduzione.

## Presentatori
Chiave
     Presentatore di Česko Slovensko má talent
| Presentatore            | 1ª stagione | 2ª stagione | 3ª stagione | 4ª stagione | 5ª stagione | 6ª stagione | 7ª stagione | 8ª stagione | 9ª stagione | 10ª stagione | 11ª stagione | 12ª stagione |
| ----------------------- | ----------- | ----------- | ----------- | ----------- | ----------- | ----------- | ----------- | ----------- | ----------- | ------------ | ------------ | ------------ |
| Jasmina Alagič Vrbovská |             |             |             |             |             |             |             |             |             |              |              |              |
| David Gránský           |             |             |             |             |             |             |             |             |             |              |              |              |
| Lujza Schrameková       |             |             |             |             |             |             |             |             |             |              |              |              |
| Marcel Forgáč           |             |             |             |             |             |             |             |             |             |              |              |              |
| Milan Zimnýkoval        |             |             |             |             |             |             |             |             |             |              |              |              |
| Martin "Pyco" Rausch    |             |             |             |             |             |             |             |             |             |              |              |              |
| Jakub Prachař           |             |             |             |             |             |             |             |             |             |              |              |              |

### Giuria
Chiave
     Giuria
| Giudice             | 1ª stagione | 2ª stagione | 3ª stagione | 4ª stagione | 5ª stagione | 6ª stagione | 7ª stagione | 8ª stagione | 9ª stagione | 10ª stagione | 11ª stagione | 12ª stagione |
| ------------------- | ----------- | ----------- | ----------- | ----------- | ----------- | ----------- | ----------- | ----------- | ----------- | ------------ | ------------ | ------------ |
| Jaro Slávik         |             |             |             |             |             |             |             |             |             |              |              |              |
| Diana Mórová        |             |             |             |             |             |             |             |             |             |              |              |              |
| Jakub Prachař       |             |             |             |             |             |             |             |             |             |              |              |              |
| Marta Jandová       |             |             |             |             |             |             |             |             |             |              |              |              |
| Lucie Bílá          |             |             |             |             |             |             |             |             |             |              |              |              |
| Leoš Mareš          |             |             |             |             |             |             |             |             |             |              |              |              |
| Martin Dejdar       |             |             |             |             |             |             |             |             |             |              |              |              |
| Jan Kraus           |             |             |             |             |             |             |             |             |             |              |              |              |
| Jiřina Bohdalová    |             |             |             |             |             |             |             |             |             |              |              |              |
| Michal Hudák        |             |             |             |             |             |             |             |             |             |              |              |              |
| Rytmus              |             |             |             |             |             |             |             |             |             |              |              |              |
| Eva Holubová        |             |             |             |             |             |             |             |             |             |              |              |              |
| Štěpán Kozub        |             |             |             |             |             |             |             |             |             |              |              |              |
| Michal "Ego" Straka |             |             |             |             |             |             |             |             |             |              |              |              |
| Marián Čekovský     |             |             |             |             |             |             |             |             |             |              |              |              |
| Vojtěch Dyk         |             |             |             |             |             |             |             |             |             |              |              |              |
| Jan Bendig          |             |             |             |             |             |             |             |             |             |              |              |              |
| Mária Čírová        |             |             |             |             |             |             |             |             |             |              |              |              |
| Eva Burešová        |             |             |             |             |             |             |             |             |             |              |              |              |

## Stagioni
| Stagione            | Inizio             | Fine              | Vincitore            | Secondo classificato    | Terzo posto         | Presentatore o presentatori           | Giuria                                                                         |
| ------------------- | ------------------ | ----------------- | -------------------- | ----------------------- | ------------------- | ------------------------------------- | ------------------------------------------------------------------------------ |
| Primo               | 29º agosto 2010    | 28º novembre 2010 | DaeMan               | Richard Nedvěd          | Marián Zázrivý      | Martin "Pyco" Rausch Jakub Prachař    | Jan Kraus Lucie Bílá Jaro Slávik                                               |
| Secondo             | 4 September 2011   | 27 November 2011  | Atai Omurzakov       | Jo-Joo                  | La Gioia            | Martin "Pyco" Rausch Jakub Prachař    | Martin Dejdar Lucie Bílá Jaro Slávik                                           |
| Terzo               | 9 September 2012   | 25 November 2012  | Jozef Pavlusík       | Alex Dowis              | Andrej Kampf        | Martin "Pyco" Rausch Jakub Prachař    | Martin Dejdar Lucie Bílá Jaro Slávik                                           |
| Quarto              | 15º settembre 2013 | 8º dicembre 2013  | Miroslav Sýkora      | Alena Smolíková e Jerry | Martin Brusie Žilka | Martin "Pyco" Rausch Jakub Prachař    | Leoš Mareš Lucie Bílá Jaro Slávik                                              |
| Quinto              | 1º settembre 2015  | 21º novembre 2015 | Gyöngyi Bodišová     | Big Names               | Juraj Hnilica       | Marcel Forgáč Milan Zimnýkoval        | Jakub Prachař Diana Mórová Lucie Bílá Jaro Slávik                              |
| Sesto               | 19 September 2016  | 27 November 2016  | ACT 4 Slovakia       | Martin Vetrák           | Tumar               | Marcel Forgáč Milan Zimnýkoval        | Jakub Prachař Diana Mórová Lucie Bílá Jaro Slávik                              |
| Settimo             | 31º agosto 2018    | 1º dicembre 2018  | Nikoleta Šurinová    | Boki                    | Růžena Kováčová     | David Gránský Lujza Schrameková       | Jakub Prachař Diana Mórová Marta Jandová Jaro Slávik                           |
| Otto                | 30º agosto 2019    | 7º dicembre 2019  | Margaréta Ondrejková | Samuel Rychtář          | Volha Safronova     | David Gránský Lujza Schrameková       | Jakub Prachař Diana Mórová Marta Jandová Jaro Slávik                           |
| Nono                | 3º settembre 2021  | 11º dicembre 2021 | Diamonds             | Dominika Titková        | Noro Grofčík        | David Gránský Jasmina Alagič Vrbovská | Jakub Prachař Diana Mórová Marta Jandová Jaro Slávik                           |
| Decimo              | 27º agosto 2022    | 11º dicembre 2022 |                      |                         |                     | David Gránský Jasmina Alagič Vrbovská |                                                                                |
| Špeciály (Speciali) | 2º gennaio 2023    | 5º gennaio 2023   |                      |                         |                     | David Gránský Jasmina Alagič Vrbovská |                                                                                |
| Undicesimo          | 3º settembre 2023  | 10º dicembre 2023 |                      |                         |                     | David Gránský Jasmina Alagič Vrbovská |                                                                                |
| Dodicesimo          | 30º agosto 2024    |                   |                      |                         |                     | David Gránský Jasmina Alagič Vrbovská | Jakub Prachař Diana Mórová Marta Jandová Jaro Slávik Mária Čírová Eva Burešová |